# Šléglov
Šléglov é uma comuna checa localizada na região de Olomouc, distrito de Šumperk.